# Atopodentatus
Atopodentatus unicus este o specie extinctă de reptilă acvatică, posibil făcând parte din ordinul Sauropterygia, care a trăit în Triasic.
Un schelet aproape complet a fost descoperit în zona Guizhou–Yunnan din China. Atopodentatus unicus avea o lungime de aproximativ 3 m, corp lung și gât scurt.